# Glenn English

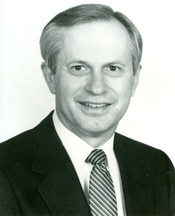
Glenn English

Glenn Lee English Jr. (* 30. November 1940 in Cordell, Washita County, Oklahoma) ist ein US-amerikanischer Politiker. Zwischen 1975 und 1994 vertrat er den sechsten Wahlbezirk des Bundesstaates Oklahoma im US-Repräsentantenhaus.

## Werdegang
Glenn English besuchte die öffentlichen Schulen seiner Heimat und danach zwischen 1960 und 1964 das Southwestern State College in Weatherford. Zwischen 1965 und 1971 war er Unteroffizier in der Reserve der US Army. Danach stieg er in das Gas- und Ölgeschäft ein. Außerdem war er in der Versicherungsbranche und auf dem Immobilienmarkt tätig.
Politisch wurde English Mitglied der Demokratischen Partei. Im Repräsentantenhaus von Kalifornien wurde er Verwaltungsangestellter der Fraktion seiner Partei. Zwischen 1965 und 1968 übte er die gleiche Funktion im US-Repräsentantenhaus aus. Zwischen 1969 und 1973 war er Vorsitzender seiner Partei in Oklahoma. 1974 wurde er in das US-Repräsentantenhaus in Washington, D.C. gewählt, wo er am 3. Januar 1975 John Newbold Camp von der Republikanischen Partei ablöste. In den folgenden Jahren wurde er jeweils in seinem Amt bestätigt. Damit blieb er bis zu seinem Rücktritt am 7. Januar 1994 Mitglied des Kongresses.
Sein Rücktritt erfolgte, weil er Vorstandsvorsitzender der in Arlington (Virginia) ansässigen National Rural Electric Cooperative Association (NRECA) wurde.